# Le Corps Mince de Françoise
Le Corps Mince de Françoise oder kurz LCMDF ist eine finnische Electropop-Band, die 2007 von den Geschwistern Mia und Emma Kemppainen sowie Malin Nyqvist gegründet wurde. 

## Geschichte

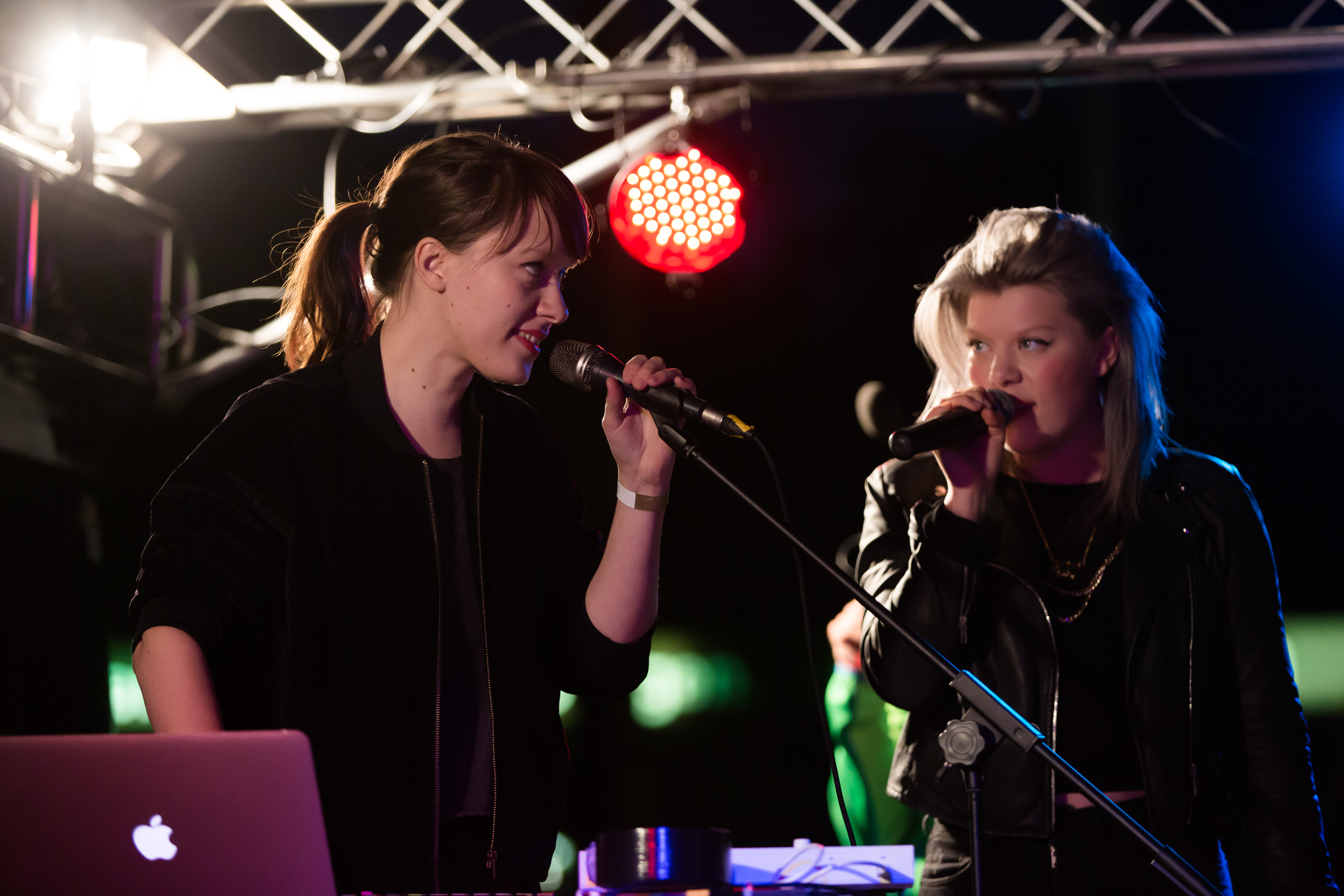
Le Corps Mince de Françoise (Waves Vienna 2015)

Die aus Helsinki stammende Emma Kemppainen produzierte ab 2006 erste Stücke, die sie über ihre Myspace-Seite veröffentlichte. Nach ersten positiven Rückmeldungen auf die Stücke trat sie zusammen mit ihrer Schwester Mia auf, die klassische Gitarre studiert hatte. Als dritte stieß Malin Nyqvist zur Band, die seit früher Jugend Klavier gelernt hatte.
Als Namen für die Band wählten sie die französische Übersetzung von Francoises dünner Körper, der auf Nyqvists verstorbene, magersüchtige Katze zurückgeht.
Nachdem die Musikindustrie durch Beiträge in Musikblogs auf Le Corps Mince de Françoise aufmerksam wurde, folgte ein erster Plattenvertrag bei einem britischen Musiklabel.
Im Jahr 2008 erschien ihre erste Single Ray-Ban Glasses beim Plattenlabel New Judas.
Im Januar 2009 zog Emma Kemppainen nach Berlin um. Nach Differenzen mit ihrem bisherigen Management und Überlegungen zur Rückkehr nach Helsinki verließ Malin Nyqvist die Band. Die beiden Schwestern treten seither nur noch als Duo auf.
2011 erschien das erste Album der Band Love & Nature auf Heavenly Recordings.

## Diskografie
Alben
- 2011: Love & Nature (Heavenly Recordings)
- 2018: Sad Bangers (Playground Music Scandinavia)

EPs
- 2012: Mental Health Pt. 1 (Fan Recordings)
- 2013: Mental Health Pt. 2 (Fan Recordings)

Singles
- 2008: Ray-Ban Glasses (New Judas)
- 2009: Something Golden (Kitsuné Music)
- 2009: Bitch of the Bitches (Relentless Records)
- 2010: Gandhi (Heavenly)
- 2011: Future Me (Heavenly)
- 2013: The Big Skip / The Search (Split mit Jaakko Eino Kalevi, Music Finland)